# Wes Welker
Wesley Carter "Wes" Welker (nacido el 1 de mayo de 1981) es un exjugador profesional de fútbol americano estadounidense que jugaba en la posición de wide receiver. Actualmente forma parte del staff técnico de los Miami Dolphins, siendo el entrenador del cuerpo de receptores.

## Biografía
Welker asistió al Heritage Hall School en Oklahoma City. Allí ayudó al equipo del instituto a conseguir el campeonato 2A State Football frente a Tishomingo High School. En el partido, Welker logró tres touchdowns, 200 yardas de recepción, un field goal de 47 yardas y una intercepción. Tras esto, en 1999, Welker fue nombrado por el periódico The Oklahoman Jugador del Año All-State, y Jugador del Año del estado de Oklahoma por USA Today.
Tras su paso por el instituto, Welker se graduó en Texas Tech, donde jugó para los Red Raiders. Terminó allí su carrera con 259 recepciones para 3,019 yardas y 21 touchdowns, y 79 carreras para 456 yardas y 2 touchdowns. Anotó 8 touchdowns de retorno de punt, igualando el récord de la NCAA.

## Carrera

### San Diego Chargers
Welker no fue elegido, pero los Chargers lo firmaron para la escuadra de prácticas. Welker fue despedido tras el primer partido de la temporada.

### Miami Dolphins
Tras ver que los Chargers habían cortado a Welker, los Dolphins le ofrecieron unirse a su escuadra de prácticas y Welker aceptó. 
En su primer partido con los Dolphins, el 10 de octubre de 2004, Welker se convirtió en el segundo jugador en la historia de la NFL en conseguir retornar un kickoff y un punt, patear un extra point y un field goal, y conseguir un tackle en un mismo partido. Todo esto frente a su futuro equipo; los New England Patriots.

### New England Patriots
El 1 de marzo de 2007, los Dolphins le ofrecieron a los Patriots a Welker (que era agente libre restringido), una elección de segunda ronda y un año de contrato por $1.35 millones.
Con los Patriots, Welker logró 5 de 6 títulos de división (4 consecutivos), 2 campeonatos de la AFC y ha jugado dos Super Bowls (XLII y XLVI), perdiendo ambas ante los New York Giants por 17-14 y 21-17, respectivamente.
Como miembro de los Patriots, Welker fue seleccionado como miembro del equipo All Pro 4 veces, y fue nombrado al Pro Bowl 5 veces.Acabó su carrera como Patriota con 7,459 yardas y 37 anotaciones.

### Denver Broncos
El 13 de marzo de 2013, los Broncos ficharon a Welker por dos años, con un valor de $12 millones.
Con los Broncos, Welker logró dos títulos de división consecutivos, un campeonato de la AFC y llegó hasta la Super Bowl XLVIII, donde perdió frente a los Seattle Seahawks por 43-8. En ella, Welker capturó 8 pases para 84 yardas. Además, en el partido frente a los San Francisco 49ers de 2014, Welker atrapó el pase para touchdown 508 de Peyton Manning, que empataba el récord de Brett Favre.

### St. Louis Rams
El 9 de noviembre de 2015, Welker firmó un año con los Rams, por un valor de $1.8 millones.

## Trayectoria como entrenador

### Houston Texans
El 30 de enero de 2017 fue contratado por los Houston Texans como asistente del entrenador del equipo ofensivo y de los equipos especiales.

### San Francisco 49ers
Tras dos temporadas en Houston, en febrero de 2019 ficha por los San Francisco 49ers, siendo el entrenador del cuerpo de receptores.

### Miami Dolphins
En 2022, fue fichado por los Miami Dolphins como el entrenador del cuerpo de receptores. 